# Coleodactylus meridionalis
Espèce
Synonymes
- Sphaerodactylus meridionalis Boulenger, 1888

Coleodactylus meridionalis est une espèce de geckos de la famille des Sphaerodactylidae.

## Répartition
Cette espèce est endémique du Brésil. Elle se rencontre dans les États de Bahia, du Pará, du Ceará et du Sergipe.

## Publication originale
- Boulenger, 1888 : On some reptiles and batrachians from Iguarasse, Pernambuco. Annals and Magazine of Natural History, ser. 6, vol. 2, p. 40-43 (texte intégral).